# تپه قوشه بلاغ
تپه قوشه بلاغ مربوط به هزاره اول قبل از میلاد است و در شهرستان خدابنده، بخش سجاسرود، روستای پابند واقع شده و این اثر در تاریخ ۷ مهر ۱۳۸۱ با شمارهٔ ثبت ۶۲۵۹ به‌عنوان یکی از آثار ملی ایران به ثبت رسیده است.